# Castropol
Castropol är en kommun i Spanien. Den ligger i den autonoma regionen Asturien i nordvästra delen av landet, 400 km nordväst om huvudstaden Madrid. Antalet invånare är 3 252 (2024).